# Talmid hakham
Un talmid Hakham (hébreu : תלמיד חכם « Disciple de Sage ») est un titre d’origine talmudique désignant à l’origine un érudit en matières juives qui n’a pas encore été fait rabbin. Il représente ensuite un idéal du judaïsme rabbinique qui exige outre l’érudition une personnalité aimable, connaisseurs et possédant nombreux traits éthiques.[réf. nécessaire]